# Cantó de Saint-Jean-de-Braye
El cantó de Saint-Jean-de-Braye és un cantó francès del departament de Loiret, situat al districte d'Orleans. Té 2 municipis i el cap és Saint-Jean-de-Braye.

## Municipis
- Saint-Jean-de-Braye
- Semoy

## Història
| Data d'elecció                           | Identitat         | Partit   | Qualitat |
| ---------------------------------------- | ----------------- | -------- | -------- |
| 1973-1985                                | Marcel Joriot     | PS       |          |
| 1985-1992                                | Jacques Boutonnet | PS       |          |
| 1992-1998                                | Gabriel Poullin   | app. RPR |          |
| 1998-                                    | David Thiberge    | PS       |          |
| les dades anteriors no són pas conegudes |                   |          |          |
|                                          |                   |          |          |

## Demografia
| A partir de 1990: Població sense dobles comptes |